# ブルガリア宇宙局
ブルガリア宇宙局（Space Research and Technology Institute、SRTI、ブルガリア語: Институт за космически изследвания и технологии, Institut za kosmicheski izsledvaniya i tekhnologii）は、ブルガリア科学アカデミーの組織で、ブルガリアの宇宙科学の主要研究機関の1つである。

## 歴史
宇宙研究分野のブルガリアの科学者の組織は、1969年、ブルガリア科学アカデミーにScientific Group of Space Physics(SGSP)が設立された時に初めてできた。1974年、SGSPを母体として、Central Laboratory for Space Research(CLSR)が設立された。ブルガリアはインターコスモス計画に参加することができ、実験を行うとともにいくつかの人工衛星やロケットの設計を行った。1979年、初めてのブルガリア人宇宙飛行士ギオルギー・イワノフがソユーズ33号に乗って宇宙を訪れた。1981年には、電離圏と磁場の関係の研究と地球と宇宙の間の遠隔操作の実証を目的として、INTERCOSMOS Bulgaria - 1300とMETEOR - PRIRODAの2機の人工衛星が打ち上げられた。1988年、2人目のブルガリア人宇宙飛行士アレクサンドル・アレクサンドロフがソユーズTM-5に乗ってミールを訪れた。
ブルガリア宇宙局は、CLSRを引き継いで1987年に設立された。

## 目的
ブルガリア宇宙局の活動分野は、宇宙物理学、天体物理学、画像処理、遠隔操作、生命科学等の基礎研究から応用研究に及ぶ。